# 이프소스 전투
이프소스 전투(Battle of Ipsus)는 기원전 301년에 프리기아 지방 이프소스(현재의 튀르키예 아피온카라히사르주 차이르바)에서 일어난 대규모 작전이다. 이 전투는 디아도코이 전쟁에서 최대의 회전이 되었다. 최고의 권력자였던 안티고노스 1세가 전투에 패해 전사함으로써 알렉산더 대왕이 이룩한 제국을 다시 통일하겠다는 야망은 좌절되었고, 제국은 더욱 분열되었다.

## 배경
기원전 323년, 알렉산드로스 대왕의 급작스런 죽음으로 유력 무장들 사이에서 권력 다툼과 영토 쟁탈전이 일어났다. 이른바 디아도코이 전쟁이다.
기원전 315년, 제2차 디아도코이 전쟁의 결과 나이가 든 안티고노스 1세는 마케도니아 제국의 아시아 영토(소아시아, 시리아와 광대한 동부 태수령)를 확보할 수 있게 되었다. 이것으로 안티고노스는 마케도니아 제국에 대한 전반적인 통치를 주장할 수 있는 최고의 지위를 확보했다.
안티고노스의 권력 확장은 다른 주요 후계자들에게 경종을 울렸고, 기원전 314년 제3차 디아도코이 전쟁으로 이어졌다. 결국, 안티고노스는 카산드로스(마케도니아의 통치자), 리시마코스(트리카아의 통치자), 프톨레마이오스(이집트의 통치자)를 동시에 상대해야 하는 부담을 안게 되었다. 이 전쟁은 기원전 311년, 카산드로스, 안티고노스 1세, 프톨레마이오스, 리시마코스의 사자로 일단 강화가 성립되었다.
그 직후, 안티고네스는 제국의 동부 태수령을 재건하려는 셀레우코스를 기습하였고, 이것은 기원전 311년부터 309년까지 이어진 바빌로니아 전쟁이 되었다. 이 전쟁에서 셀레우코스는 안티고노스를 상대로 승리를 거두며, 바빌로니아의 태수령과 동쪽 영토에 대한 종주권을 확보할 수 있게 되었다.
기원전 308년 무렵에는 알렉산더의 혈통이 단절됨으로써 그들은 왕을 자칭하였고, 항쟁은 격화되었다.
당시 지배적이었던 것은 안티고노스이며, 에게해의 제해권을 확보하고 세력을 굳혀가고 있었다. 안티고노스에 대항하기 위해 카산드로스, 프톨레마이오스, 리시마코스는 셀레우코스를 더하여 반 안티고노스 동맹을 결성했다. 안티고노스는 이들을 분쇄하기 위해 기원전 301년 셀레우코스 - 리시마코스 연합군과 이프소스 전투에 임했다.

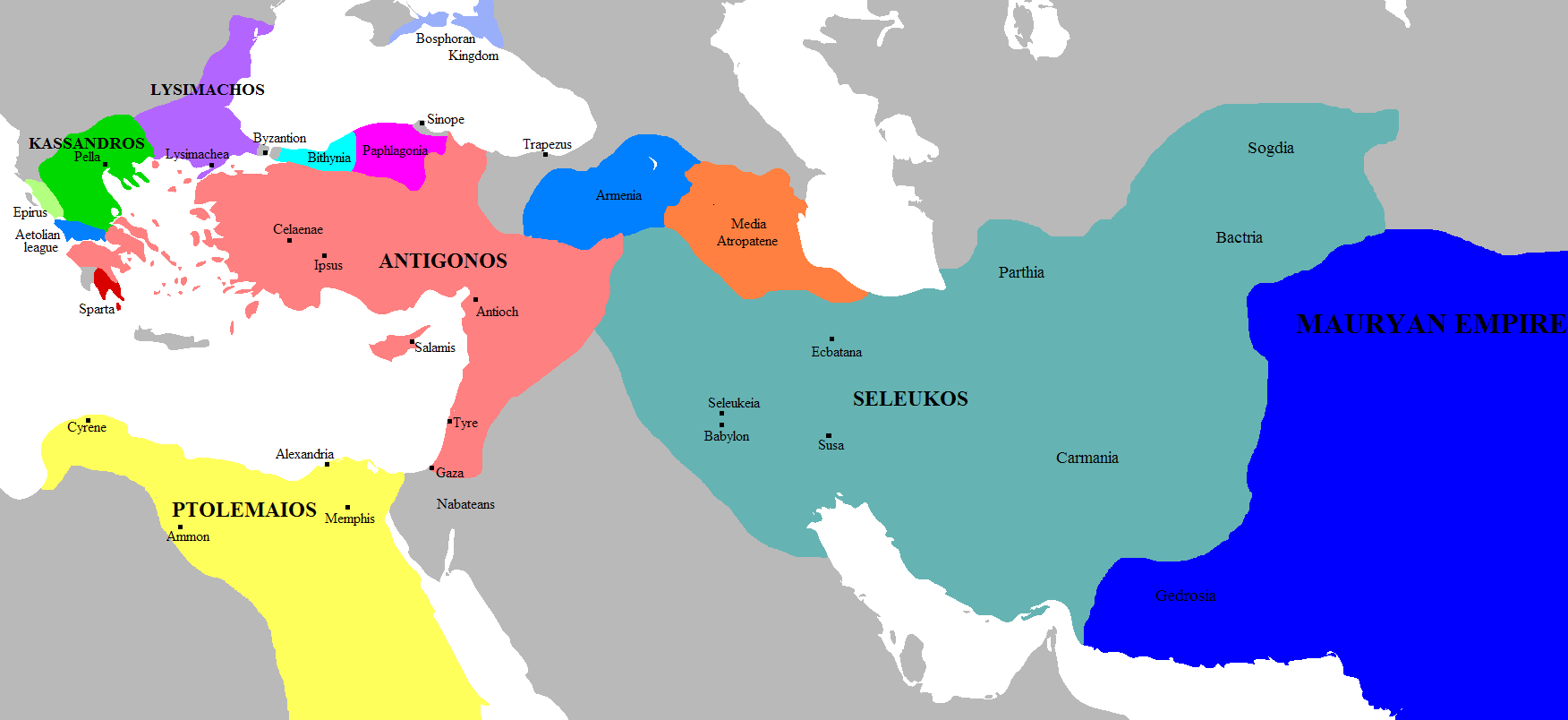
기원전 303년 이프소스 전투가 벌어지기 전의 후계자들의 왕국

## 전투
안티고노스 군은 우익에 안티고노스의 아들 데메트리오스 1세가 이끄는 정예 기병부대와 경장보병을 배치하였고, 안티고노스 자신은 중앙에 포진했다.
반면, 셀레우코스 - 리시마코스 연합군은 전쟁 전에 셀레우코스가 찬드라굽타(산드로코트스)와의 협정으로 인도 부근의 영토를 넘겨주는 대가로 얻은 다수의 전투코끼리를 정렬시켰다. 좌익에 셀레우코스의 아들 안티오코스가 이끄는 기병부대를 배치했고, 중앙에는 셀레우코스가 이끄는 보병부대를, 우익에는 리시마코스가 이끄는 기병 부대가 포진했다.
데메트리오스가 이끄는 우익 기병부대가 안티오코스의 기병부대에 공격을 시작했다. 데메트리오스는 크게 후퇴한 안티오코스를 추격했다. 그동안 셀레우코스 - 리시마코스 연합군의 중앙과 우익은 안티고노스 군 본대(좌익과 중앙)를 공격하는 동시에 전투코끼리 부대를 데메트리오스의 부대와 안티고노스 군 본대 사이에 진출시켰다. 곧 적을 너무 깊이 추적해 들어간 것을 자각한 데메트리오스는 다시 기병을 뒤로 빼서 복귀를 하려고 했다. 그러나 적들의 전투코끼리가 기병의 본대 복귀를 방해했다. 안티고노스의 본대와 합류하지도 못한 상황에서 안티고노스가 적의 투창 공격을 받아 전사했다. 패배를 깨달은 데메트리오스는 남아 있던 병력을 이끌고 퇴각했다.
이렇게 디아도코이 전쟁 최대의 회전은 셀레우코스 - 리시마코스 연합군의 승리로 끝났다.

## 결과

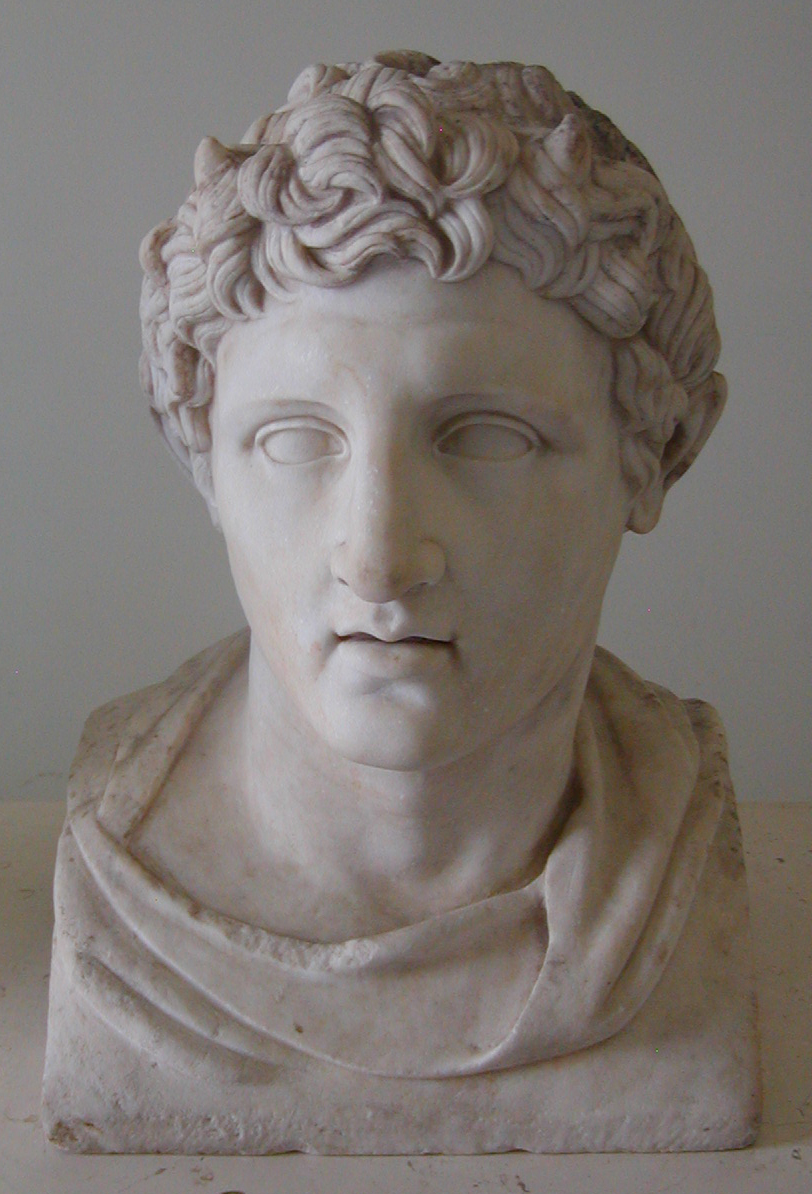
안티고노스의 아들 데메트리오스

전투의 승자들은 안티고노스의 영지를 분할했다. 그리하여 아래와 같은 통치 체제가 일시적으로 확립되었다.
- 프톨레마이오스 - 이집트
- 리시마코스 - 트라키아와 소아시아
- 셀레우코스 - 시리아와 시리아 동쪽
- 카산드로스 - 마케도니아 본국

알렉산더 제국의 분열은 이 네 왕국의 분립으로 결정된 것이다.
특히, 셀레우코스는 안티고노스의 영지를 많이 얻는 데 성공하였고, 가장 득세하게 되었다. 이것은 프톨레마이오스와 리시마코스 등의 경계를 샀고, 이후에는 그들과 대립하게 되었다. 반면, 셀레우코스는 이프소스에서 패했던 데메트리오스와 동맹하여 이들에게 대항하는 길을 선택했고, 그것으로 데메트리오스는 살아남을 수 있었다.
마케도니아 안티파트로스 왕조가 몇 년 후에는 카산드로스의 죽음으로 왕위 계승 다툼이 생겼다. 그 혼란을 틈타 데메트리오스 1세가 안티파트로스 왕조를 멸망시키고 왕위에 있었다. 그러나 그는 이내 추방을 당했고, 이후 단기 정권이 연이어 일어나고, 사라지는 혼란기가 계속되었다. 결국 데메트리오스의 아들인 안티고노스 2세가 기원전 276년에 마케도니아 왕이 되어, 장기 왕조로 살아남은 안티고노스 왕조가 마케도니아에 수립되었다.
이미 리시마코스는 셀레우코스에 패해 그의 왕국은 붕괴되었기 때문에, 이로 인해 아래와 같은 헬레니즘 세 왕국이 어깨를 나란히 하는 상황이 형성되었다.
- 안티고노스 왕조 - 마케도니아
- 셀레우코스 왕조 - 시리아
- 프톨레마이오스 왕조 - 이집트